# 8792 Christyljohnson
8792 Christyljohnson eller 1978 VH11 är en asteroid i huvudbältet som upptäcktes den 7 november 1978 av de båda amerikanska astronomerna Eleanor F. Helin och Schelte J. Bus vid Siding Spring-observatoriet. Den är uppkallad efter Christyl Chamblee Johnson.
Asteroiden har en diameter på ungefär 5 kilometer.